# Vecteur (logiciel malveillant)
Pour les articles homonymes, voir Vecteur (homonymie).
Un vecteur désigne en informatique le moyen utilisé par du code malveillant, tel qu'un virus ou un vers, pour se propager d'ordinateur à ordinateur afin de les infecter. Ce sens est similaire et dérive du mot vecteur en biologie.
Quelques vecteurs communs :
- dépassement de tampon (à titre d'exemple, c'est la méthode employée par le ver Blaster pour se propager)
- e-mails HTML enrichis avec un langage de script tel que JavaScript
- failles dans les protocoles réseau

## Logiciels malveillants et vecteurs d'infection passant par le Web
Pour Provos et al, une page web est malveillante "si elle provoque l'installation automatique du logiciel insu de l'utilisateur, la connaissance ou le consentement". Pour augmenter le taux de réussite du vecteur, le logiciel malveillant est généralement camouflé par des couches de code.
On peut compter parmi les logiciels malveillants et vecteurs d'infection passant par le Web : 
1. les chevaux de Troie
2. les adwares
3. du code impénétrable/inconnu : c'est-à-dire du code qui a été rendu difficilement déchiffrable par des méthodes d'offuscation, de sorte que le détail de ses fonctionnalités est inconnu.